# Jānis Dakteris
Jānis Dakteris, né le 20 mai 1991, est un  coureur cycliste letton

## Palmarès
- 2012
  - 3e du championnat de Lettonie sur route espoirs
- 2013
  - 1re étape du Tour de la Guadeloupe
- 2014
  - 2e étape de la Vuelta a la Independencia Nacional
  - 8ea étape du Tour de la Guadeloupe
  - 1reb étape du Tour du Frioul-Vénétie julienne
  - 3e du Grand Prix de la ville de Pérenchies

## Classements mondiaux
| Année                                 | 2011 | 2012 | 2013 | 2014 | 2015 | 2016  |
| ------------------------------------- | ---- | ---- | ---- | ---- | ---- | ----- |
| Classement mondial                    |      |      |      |      |      | 1642e |
| UCI Europe Tour                       | 831e | 529e | 736e | 391e | 954e | 1097e |
| UCI America Tour                      | nc   | nc   | nc   | 114e | nc   | nc    |
|                                       |      |      |      |      |      |       |
| Légende : nc = non classéSource : UCI |      |      |      |      |      |       |